# Heinrich Reifferscheid (Kunsthistoriker)
August Wilhelm Walter Alexander Heinrich Reifferscheid (* 20. August 1884 in Greifswald; † 14. Juli 1945 in Neustadt in Holstein) war ein deutscher Kunsthistoriker.

## Leben
Heinrich Reifferscheid wurde als Sohn des Germanisten und Hochschullehrers Alexander Reifferscheid und dessen Frau Martha, geb. Schmölders, geboren. Nach dem Besuch des Gymnasiums studierte er Kunstgeschichte. 1910 wurde er an der Universität Greifswald promoviert. Danach war er zunächst als Praktikant am Germanischen Nationalmuseum in Nürnberg.
1914 kam er zurück nach Norddeutschland, er wurde unter Walter Josephi Konservator, stellvertretender Direktor sowie Abteilungsvorstand im Großherzoglichen Museum in Schwerin. Ab 1914 wurde er auch ordentliches Mitglied des Vereins für mecklenburgische Geschichte und Altertumskunde. Seit den 1920er Jahren galt er als einer der profiliertesten Museumsexperten in Mecklenburg. Ab 1934 hatte er die Funktion des Verwaltungsleiters der Strelitzer Schlösser, des Mecklenburg-Strelitzschen Landesmuseums und der Landesbücherei in Neustrelitz. Walter Karbe berichtet in seinen Erinnerungen ausführlich über ihn.
Reifferscheid, zuletzt Teilnehmer des Zweiten Weltkriegs, starb in einem  Luftwaffenlazarett in Neustadt.

## Veröffentlichungen (Auswahl)
- Der Kirchenbau in Mecklenburg und Neuvorpommern zur Zeit der deutschen Kolonisation, Dissertation Greifswald 1910.
- Die Wossidlo'sche Sammlung in Waren, 1912
- Über figürliche Gießgefäße des Mittelalters. In: Mitteilungen des Germanischen Nationalmuseums, Jg. 1912, S. 3–93.
- Führer durch das Mecklenburgische Landesmuseum in Schwerin, 1922
- Das Mecklenburg-Strelitzsche Landesmuseum zu Neustrelitz, 1922
- Mecklenburgs kunst- und kulturgeschichtliche Museen. In: Mecklenburg. Ein Heimatbuch. Hinstorff, Wismar 1925
- Der Tempziner Altar, 1925
- Wie die Schweriner Museen wurden, 1927
- Unbekannte Werke des Georg David Matthieu. In: Mecklenburgische Jahrbücher 95, 1931, S. 143–146.
- Friedrich Lisch, Mecklenburgs Bahnbrecher deutscher Altertumskunde. In: Mecklenburgische Jahrbücher 99, 1935, S. 261–276.

Aufsätze publizierte er u. a. in den Mitteilungen aus dem Germanischen Nationalmuseum, den Jahrbüchern des Vereins für Mecklenburgische Geschichte und Altertumskunde (später die Mecklenburgischen Jahrbücher), den Mecklenburgischen Monatsheften sowie in der Presse Mecklenburgs.